# 雲門舞集

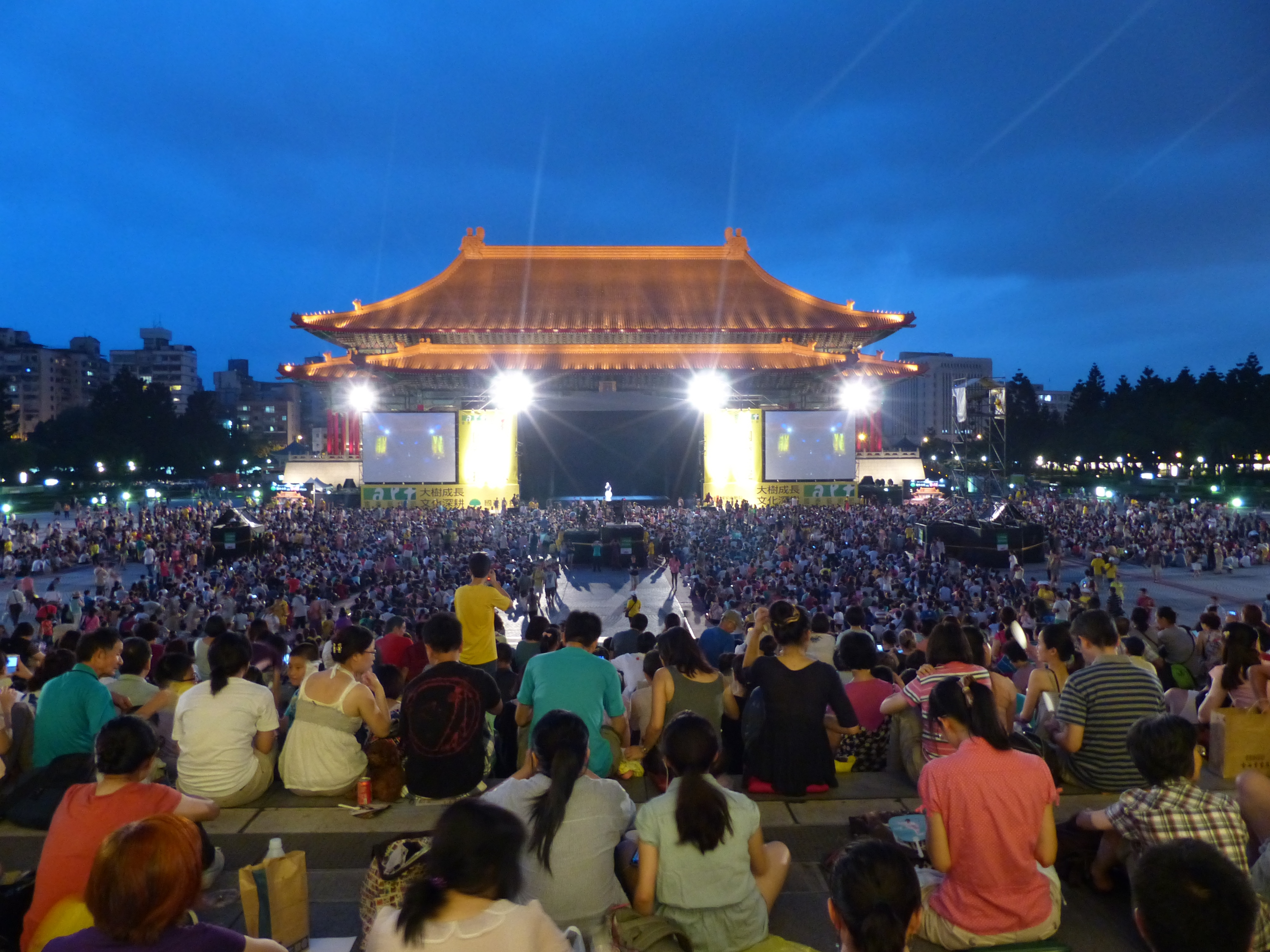
2014年國泰藝術節於臺北市國家兩廳院藝文廣場戶外公演

雲門舞集，是一個台灣的現代舞蹈表演團體，於1973年由林懷民創辦，是台灣的第一個現代舞職業舞團。雲門之名來自《呂氏春秋》中的一句話：「黃帝時，大容作雲門，大卷……」，也就是傳說中黃帝時代舞蹈的名稱。雲門舞集曾推出多個舞蹈作品，當中包括有薪傳，九歌，家族合唱，流浪者之歌，水月，竹夢，行草等等。
1973至2019年，雲門舞集均由創辦人林懷民任藝術總監。1999年成立雲門2舞團，創團藝術總監為羅曼菲至2006年其病逝後，暫由林懷民兼任藝術總監之職，2012年鄭宗龍接任雲門2助理藝術總監，並於2014年成為該團藝術總監。
林懷民與九位資深舞者於2019年退休離團，雲門於2019年8月進行重組，雲門2暫停，兩團團員合併為一，2020年1月由鄭宗龍接任藝術總監。

## 背景

### 創立與紮根

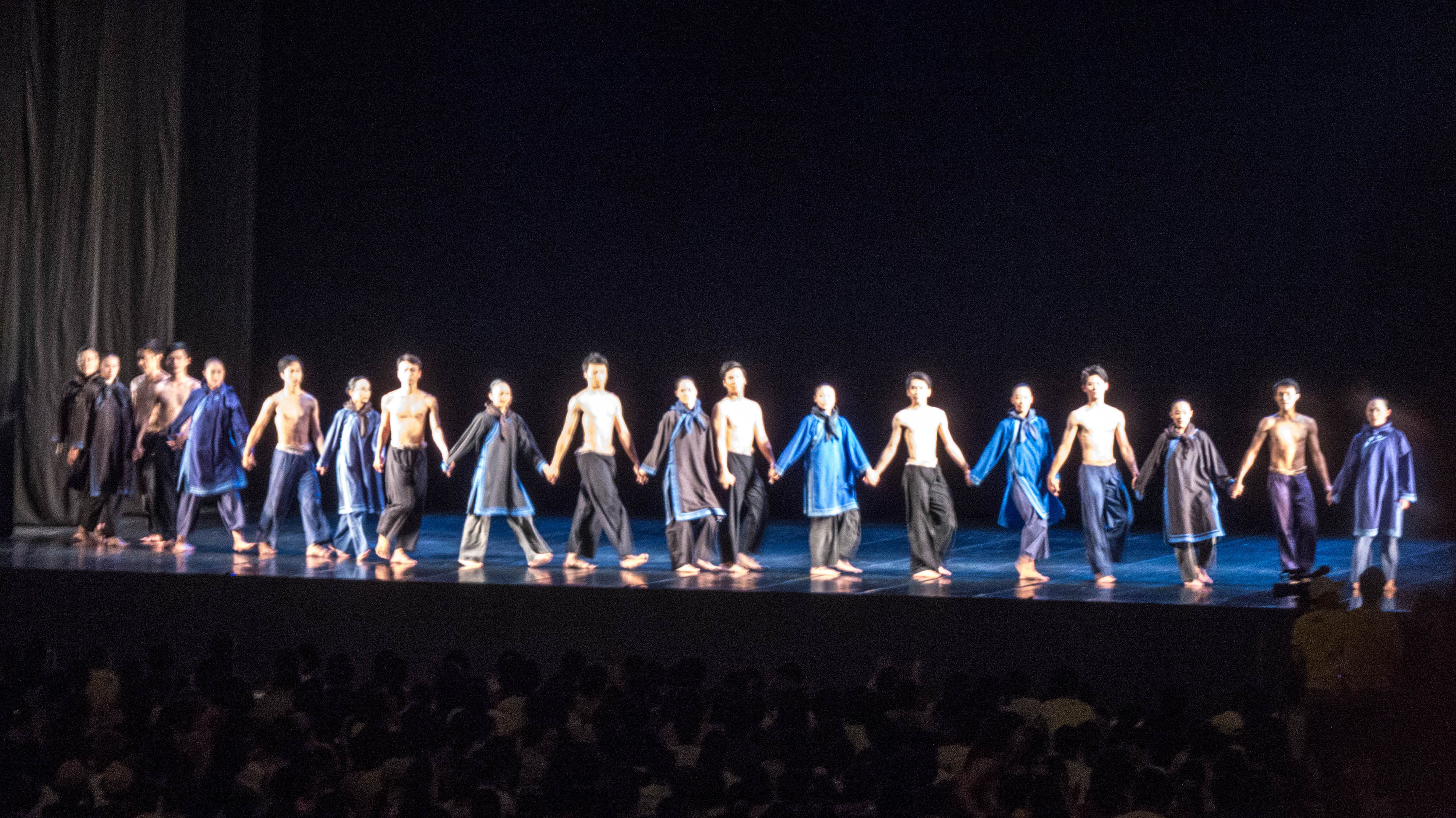
《薪傳》渡海謝幕（2014年）。

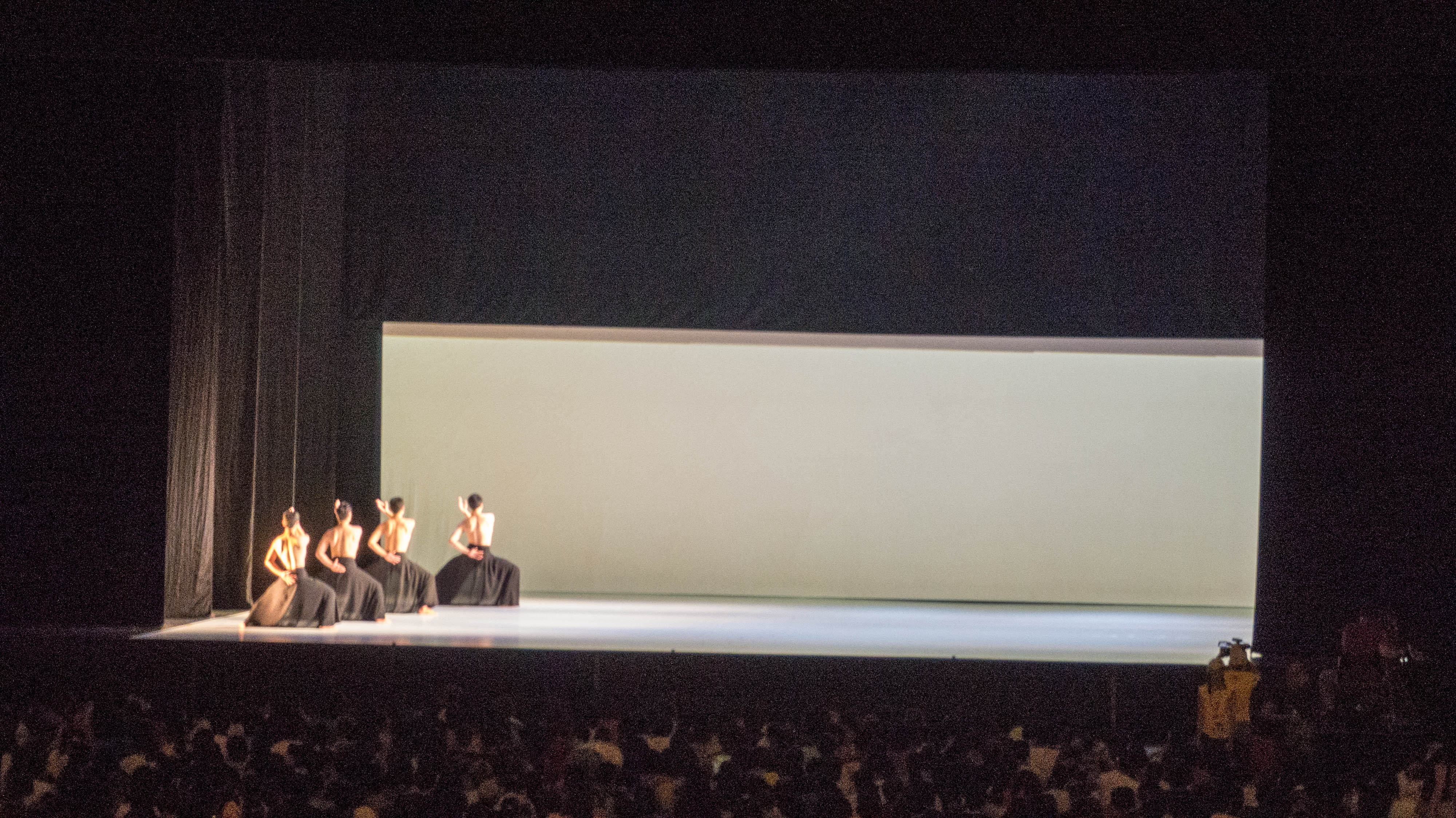
《松煙》開場（2014年）。

雲門的創作與呈現一百六十多齣舞作。包括古典文學、民間故事、台灣歷史、社會現象的衍化發揮，乃至前衛觀念的嘗試。從台北的國家戲劇院，到各縣市文化中心、體育館、鄉鎮學校禮堂，雲門在台灣定期與觀眾見面；每年輪流在各城市舉行的戶外演出，平均每場觀眾高達六萬人。
台灣許多知名的現代舞者均自雲門舞集發跡，如林秀偉、羅曼菲、劉紹爐等。這些知名舞者有的也各自創辦了優秀的現代舞劇團，如林秀偉創辦太古踏舞團，劉紹爐創辦光環舞集等。雲門舞者多為台灣舞蹈科系畢業生，他們的訓練包括現代舞、芭蕾、京劇動作、太極導引、靜坐與拳術。
雲門舞集創立的初衷，是林懷民年輕時候想學赤腳醫生改變窮鄉僻壤。林懷民在美國看到中華人民共和國国家级画报《人民畫報》海外版介紹文化大革命中的赤腳醫生在鄉村推進醫療，儘管是「中共的宣傳」，但被赤腳醫生的義行深深感動。
1998年，雲門舞集創立「雲門舞集舞蹈教室」，以多年專業經驗創造「生活律動」教材，透過啟發性的教學，認識自己的身體，創造自己的生命律動。1999年5月，雲門舞集在創立26年後成立子團「雲門２」（全名並非雲門舞集2），深入台灣各地校園和社區，為更多的觀眾演出。雲門２的年度公演「春鬥」，以演出台灣年輕編舞家的作品為主。2000年雲門２啟動的藝術駐校活動，已有近2千3百位學生選修。2007年，雲門２開啟「藝術駐縣」活動，進駐城鄉，深耕地方藝術推廣。此外，從九二一大地震到八八水災等，雲門舞集均參與巡迴義演公演募款，以協助災區重建工作。

### 創新風格
林懷民除了身為雲門舞集的創始人和靈感泉源外，也是《蟬》、《變形虹》等短篇小說集作者，並在1960年代密切參與臺灣文學活動。在1970年代誕生的雲門以創新舞蹈和嶄新方向震撼了臺灣文化舞台。林懷民於1972年率領舞團在臺北中山堂舉行的首次公演中，對新形式展現不懈的好奇心，因此雲門融合了亞洲神話、民俗以及現代美感的動作風格，舞者運用諸如太極導引、冥想、武術、現代舞、芭蕾舞等多種運動方式和藝術手法。
雲門創造了許多以中國、台灣及亞洲的故事背景裡敘述臺灣人獨特經驗的舞蹈，如《白蛇傳》改編自中國傳統民間故事；《薪傳》中的「渡海」一折豐富表現出古代先民跨越臺灣海峽來到臺灣的經歷；《廖添丁》則是臺灣傳奇羅賓漢人物，在日本治理臺灣期間挫敗了暴虐官兵:139–142。

### 演出評價
雲門舞集經常應邀赴海外演出，是國際重要藝術節的常客。舞團在台灣及歐、美、亞、澳各洲兩百多個舞台上，演出超過一千七百場，以獨特的創意，精湛的舞技，獲得各地觀眾與舞評家的熱烈讚賞，如中時晚報：「當代台灣最重要的活文化財產」、英國倫敦《泰晤士報》評為「亞洲第一當代舞團」、德國《法蘭克福匯報》亦曾贊其為「世界一流現代舞團」。2003年，《紐約時報》首席舞評家安娜．吉辛珂芙將雲門的《水月》列為該年最佳舞作的首選；為澳洲墨爾本藝術節揭幕的《松煙》，榮獲時代評論獎及觀眾票選最佳節目；2004、2005年，《松煙》、《狂草》獲台新年度表演藝術獎；2006年，德國《國際舞蹈》與《今日劇場》雜誌邀請歐陸重要舞評家，共同遴選「行草三部曲」為「年度最佳舞作」。
1999年，林懷民獲頒麥格塞塞獎「新聞、文學與創造性溝通藝術獎」。
2003年，台北市政府將雲門舞集三十週年特別公演的首演日8月21日訂定為「雲門日」，並將雲門舞集辦公室所在地的復興北路231巷定名為「雲門巷」，「肯定並感謝雲門舞集三十年來為台北帶來的感動與榮耀」。2012年，《南華早報》稱，以《九歌》這齣輝煌的長篇，將林懷民這位「亞洲的巨人」提升到瑪莎‧葛蘭姆、模斯‧康寧漢等少數人所佔有的層級：二十世紀偉大編舞家之一。
國立中央大學鹿林天文台在2007年7月25日發現的小行星200025命名為「雲門」（Cloud Gate）。

### 火焚與重生

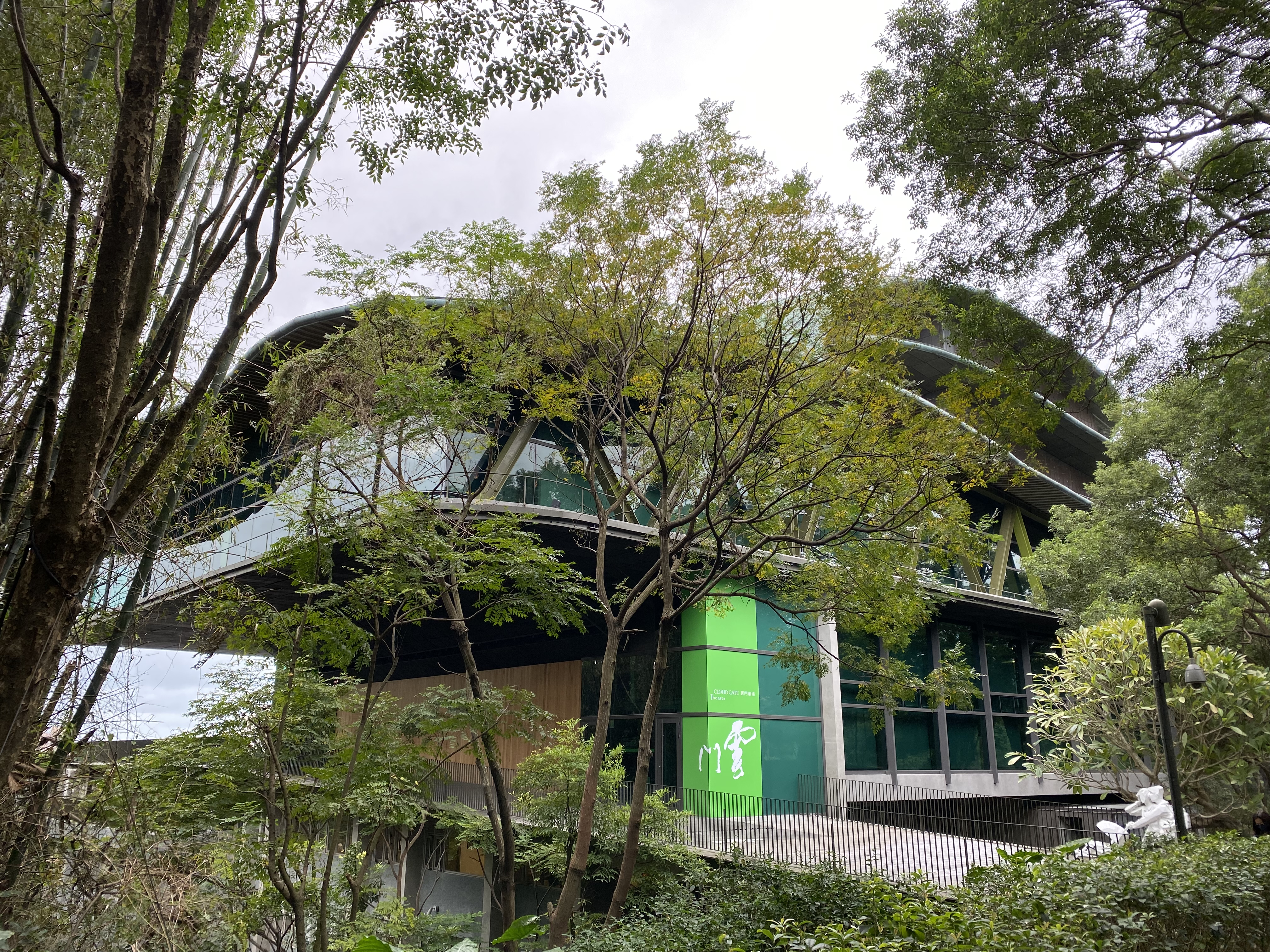
雲門劇場

2008年2月11日凌晨時分，雲門舞集在臺北縣八里鄉（今 新北市八里區）的排練場發生火災，演出道具及歷年資料幾乎焚毀殆盡。台北縣政府採ROT加BOT模式，引用《促進民間參與公共建設法》，耗資新台幣3億多元，協助雲門舞集進駐淡水鎮中央廣播電台淡水辦公區舊址（當時為臺北縣政府文化局淡水藝術教育中心），並興建雲門劇場。雲門劇場由建築師黃聲遠帶領的團隊「田中央工作群」規劃興建，2015年4月24日開幕，除作為雲門舞集排練場與行政團隊辦公室外，也是匯聚國內外藝術家創作、演出、跨界交流的平台。

## 相關紀錄
林懷民與雲門的故事，已於1998年由天下文化出版楊孟瑜所撰《飆舞：林懷民與雲門傳奇》(ISBN 9576214971)一書。張照堂監製的《踊舞．踏歌　雲門30》紀錄片，已由公共電視文化事業基金會製作發行。多齣雲門作品已拍攝為舞蹈影片問世。在荷蘭攝製的《流浪者之歌》，在法國攝製的《水月》，在德國拍攝的《竹夢》以及在瑞士拍攝的《行草　貳》，為多國電視台播放，並製成DVD-Video發行全球。《雲門‧傳奇》舞作套裝DVD-Video、《行草三部曲》、《紅樓夢》、《九歌》、《屋漏痕》由金革唱片發行。

## 附註
1. ↑  . PAR表演藝術.   [2023-04-28]. （原始内容存档于2023-05-01） （中文（臺灣））.
2. ↑  馬岳琳. . 天下雜誌. 2016-02-02.
3. ↑  陳一姍. . 天下雜誌.
4. ↑  .   [2021-01-24]. （原始内容存档于2021-03-15）.
5. ↑  . 2011-07-26  [2015-06-09]. （原始内容存档于2016-03-03）.
6. ↑  . Line Today. 2019年9月17日  [2020年4月25日]. （原始内容存档于2021年1月12日）.
7. ↑  張殷綺. . 美學與藝術管理研究所碩士論文 (南華大學). 2007-06.
8. ↑  吳江泉. . 中時新聞網.   [2023-04-28]. （原始内容存档于2023-05-01） （中文（臺灣））.
9. ↑  . TVBS.   [2023-04-28]. （原始内容存档于2023-05-01） （中文（臺灣））.
10. ↑  趙靜瑜、凌美雪. . 自由時報電子報.   [2023-04-28]. （原始内容存档于2023-04-28） （英语）.
11. ↑  陳一姍. . 天下雜誌.
12. 1 2  Yang, Meng-Yu. . Taipei: Tian xia yuan jian chu ban gu fen you xian gong si. 1998.
13. ↑  Sulcas, Roslyn. . 紐約時報中文網. 2019-08-07  [2023-04-28]. （原始内容存档于2023-04-28） （zh-cmn-hant）.
14. ↑  . ShoppingDesign. 2021-10-19  [2023-04-28]. （原始内容存档于2021-12-01） （中文（臺灣））.
15. ↑  .   [2019-03-30]. （原始内容存档于2019-03-30）.
16. ↑  林, 秀娟. . 創造力發展碩士在職專班論文 (國立臺灣師範大學). 2009-07-07: 1.
17. 1 2  柯皓仁. . 行政院國家科學委員會專題研究計畫. 2010-01-26.
18. ↑  .   [2019-03-30]. （原始内容存档于2020-06-05）.
19. ↑  張彥文；薛松乾. . 華視新聞網.   [2023-04-28]. （原始内容存档于2023-04-28） （中文（臺灣））.
20. ↑  郭士榛. . 人間福報.   [2023-04-28]. （原始内容存档于2023-05-04） （中文（臺灣））.
21. ↑  .   [2010-05-10]. （原始内容存档于2021-01-12）.
22. ↑  .   [2010-11-19]. （原始内容存档于2010-05-05）.
23. ↑  東森新聞報：雲門舞集倉庫大火　道具、資料付之一炬損失慘重
24. ↑  . 利晉工程.   [2023-08-05]. （原始内容存档于2023-08-05） （中文）.
25. ↑  雲門舞集重生 進駐淡水央廣舊址 的存檔，存档日期2016-04-03. 自由電子報
26. ↑  中時新聞網. . 中時新聞網.   [2023-04-28]. （原始内容存档于2023-05-03） （中文（臺灣））.

## 外部連結
- 雲門舞集網站 （页面存档备份，存于） （页面存档备份，存于） （页面存档备份，存于）
- 雲門舞集數位典藏計畫 （页面存档备份，存于） （页面存档备份，存于） （页面存档备份，存于）
- 雲門舞集的Instagram帳戶
- 雲門舞集的Facebook專頁
- YouTube上的雲門舞集頻道